# Тетрафтороборная кислота
Тетрафторобо́рная кислота́ (тетрафторобора́т водоро́да, борфтористоводоро́дная кислота́) — неорганическое соединение, сильная кислота с формулой {\displaystyle {\ce {H[BF4],}}} существует только в растворе в виде соединения {\displaystyle {\ce {H+[BF4]-}}}, где {\displaystyle {\ce {H+}}} — сольватированный протон. Растворителем может быть любое подходящее основное соединение Льюиса. Например, в водных растворах существует в виде катиона гидроксония {\displaystyle {\ce {H3O+}}} и аниона {\displaystyle {\ce {[BF4]-}}}: {\displaystyle {\ce {H3O+[BF4]-}}}.
Растворы представляют собой бесцветную жидкость со слабым запахом.

## Получение
Растворение в плавиковой кислоте оксида бора или борной кислоты:
{\displaystyle {\ce {B2O3 + 8 HF -> 2 H[BF4] + 3 H2O;}}}
{\displaystyle {\ce {B(OH)3 + 4 HF -> H[BF4] + 3 H2O}}}.
Взаимодействием трифторида бора с водой:
{\displaystyle {\ce {4 BF3 + 3 H2O -> 3 H[BF4] + B(OH)3}}}.

## Физические свойства
Тетрафтороборат водорода существует в разбавленных растворах. При нагревании разлагается.

## Химические свойства
В холодных растворах проявляет себя как сильная кислота (pKα = −0,4):
{\displaystyle {\ce {H[BF4] + H2O -> [BF4]- + H3O+}}}.
В горячих водных растворах разлагается:
{\displaystyle {\ce {H[BF4] + H2O -> B(H2O)F3 + HF;}}}
{\displaystyle {\ce {H[BF4] + 2 H2O -> H[B(OH)2F2] + 2 HF;}}}
{\displaystyle {\ce {H[BF4] + 3 H2O -> H[B(OH)3F] + 3 HF}}}.
Разлагается при нагревании :
{\displaystyle {\ce {H[BF4] ->[+130\ ^{{\ce {o}}}{\ce {C}}] BF3 ^ + HF ^}}}
С оксидами и гидроксидами металлов образует соли (тетрафторобораты), например, тетрафтороборат натрия:
{\displaystyle {\ce {H[BF4] + NaOH -> Na[BF4] + H2O}}}.

## Применение
- Катализатор в органической химии.
- Электролит в специальных гальванических ячейках.